# UCI ProSeries 2020
UCI ProSeries 2020 – 1. edycja cyklu wyścigów kolarskich UCI ProSeries.
Powstanie cyklu UCI ProSeries zostało zapowiedziane przez Międzynarodową Unię Kolarską w grudniu 2018 w ramach programu wprowadzania zmian w kalendarzu wyścigów UCI do roku 2020. Nowy cykl został utworzony jako drugi poziom wyścigów UCI, pomiędzy istniejącymi już wcześniej UCI World Tour (najwyższy poziom) i cyklami kontynentalnymi – UCI Africa Tour, UCI America Tour, UCI Asia Tour, UCI Europe Tour oraz UCI Oceania Tour (do końca 2019 drugi poziom, od 2020 trzeci poziom). Do cyklu UCI ProSeries włączono wyścigi rozgrywane dotychczas w kategoriach 1.HC i 2.HC, a także część zmagań z kategorii 1.1 i 2.1. Zmagania w 2020 są pierwszą edycją UCI ProSeries w historii.
Początkowo seria UCI ProSeries w 2020 miała składać się z ponad 50 wyścigów, jednak, ze względu na pandemię COVID-19, daty rozegrania części imprez zostały zmienione, a ponad połowa początkowo zaplanowanych wyścigów została odwołana.

## Kalendarz
Opracowano na podstawie:
| UCI ProSeries 2020          | UCI ProSeries 2020 | UCI ProSeries 2020              | UCI ProSeries 2020 | UCI ProSeries 2020                         | UCI ProSeries 2020                        | UCI ProSeries 2020                                 | UCI ProSeries 2020 |
| Data                        | Państwo            | Wyścig                          | Kat.               | Zwycięzca                                  | Drugie miejsce                            | Trzecie miejsce                                    |                    |
| --------------------------- | ------------------ | ------------------------------- | ------------------ | ------------------------------------------ | ----------------------------------------- | -------------------------------------------------- | ------------------ |
| 26 stycznia – 2 lutego 2020 | Argentyna          | Vuelta a San Juan               | 2.Pro              | Remco Evenepoel (Deceuninck-Quick Step)    | Filippo Ganna (Włochy)                    | Óscar Sevilla (Medellín)                           |                    |
| 5 – 9 lutego 2020           | Hiszpania          | Volta a la Comunitat Valenciana | 2.Pro              | Tadej Pogačar (UAE Team Emirates)          | Jack Haig (Mitchelton-Scott)              | Tao Geoghegan Hart (Team Ineos)                    |                    |
| 7 – 14 lutego 2020          | Malezja            | Tour de Langkawi                | 2.Pro              | Danilo Celano (Team Sapura Cycling)        | Jewgienij Fiodorow (Vino-Astana Motors)   | Artiom Owieczkin (Terengganu Inc-TSG Cycling Team) |                    |
| 13 – 16 lutego 2020         | Francja            | Tour de La Provence             | 2.Pro              | Nairo Quintana (Arkéa-Samsic)              | Aleksandr Własow (Astana)                 | Aleksiej Łucenko (Astana)                          |                    |
| 16 lut                      | Włochy             | Trofeo Laigueglia               | 1.Pro              | Giulio Ciccone (Włochy)                    | Biniam Girmay (Nippo-Delko One Provence)  | Diego Rosa (Arkéa-Samsic)                          |                    |
| 16 lut                      | Hiszpania          | Clásica de Almería              | 1.Pro              | Pascal Ackermann (Bora-Hansgrohe)          | Alexander Kristoff (UAE Team Emirates)    | Elia Viviani (Cofidis)                             |                    |
| 19 – 23 lutego 2020         | Portugalia         | Volta ao Algarve                | 2.Pro              | Remco Evenepoel (Deceuninck-Quick Step)    | Maximilian Schachmann (Bora-Hansgrohe)    | Miguel Ángel López (Astana)                        |                    |
| 19 – 23 lutego 2020         | Hiszpania          | Vuelta a Andalucía              | 2.Pro              | Jakob Fuglsang (Astana)                    | Jack Haig (Mitchelton-Scott)              | Mikel Landa (Bahrain McLaren)                      |                    |
| 29 lut                      | Francja            | Classic de l’Ardèche            | 1.Pro              | Rémi Cavagna (Deceuninck-Quick Step)       | Tanel Kangert (EF Pro Cycling)            | Guillaume Martin (Cofidis)                         |                    |
| 1 mar                       | Francja            | La Drôme Classic                | 1.Pro              | Simon Clarke (EF Pro Cycling)              | Warren Barguil (Arkéa-Samsic)             | Vincenzo Nibali (Trek-Segafredo)                   |                    |
| 1 mar                       | Belgia             | Kuurne-Bruksela-Kuurne          | 1.Pro              | Kasper Asgreen (Deceuninck-Quick Step)     | Giacomo Nizzolo (NTT Pro Cycling)         | Alexander Kristoff (UAE Team Emirates)             |                    |
| 28 lipca – 1 sierpnia 2020  | Hiszpania          | Vuelta a Burgos                 | 2.Pro              | Remco Evenepoel (Deceuninck-Quick Step)    | Mikel Landa (Bahrain McLaren)             | João Almeida (Deceuninck-Quick Step)               |                    |
| 3 sie                       | Włochy             | Gran Trittico Lombardo          | 1.Pro              | Gorka Izagirre (Astana)                    | Alex Aranburu (Astana)                    | Greg Van Avermaet (CCC Team)                       |                    |
| 5 sie                       | Włochy             | Mediolan-Turyn                  | 1.Pro              | Arnaud Démare (Groupama-FDJ)               | Caleb Ewan (Lotto-Soudal)                 | Wout van Aert (Jumbo-Visma)                        |                    |
| 12 sie                      | Włochy             | Giro del Piemonte               | 1.Pro              | George Bennett (Jumbo-Visma)               | Diego Ulissi (UAE Team Emirates)          | Mathieu van der Poel (Alpecin-Fenix)               |                    |
| 15 sie                      | Belgia             | Dwars door het Hageland         | 1.Pro              | Jonas Rickaert (Alpecin-Fenix)             | Nils Eekhoff (Team Sunweb)                | Gianni Vermeersch (Alpecin-Fenix)                  |                    |
| 16 – 19 sierpnia 2020       | Belgia             | Tour de Wallonie                | 2.Pro              | Arnaud Démare (Groupama-FDJ)               | Greg Van Avermaet (CCC Team)              | Amaury Capiot (Sport Vlaanderen-Baloise)           |                    |
| 18 sie                      | Włochy             | Giro dell’Emilia                | 1.Pro              | Aleksandr Własow (Astana)                  | João Almeida (Deceuninck-Quick Step)      | Diego Ulissi (UAE Team Emirates)                   |                    |
| 30 sie                      | Belgia             | Brussels Cycling Classic        | 1.Pro              | Tim Merlier (Alpecin-Fenix)                | Davide Ballerini (Deceuninck-Quick Step)  | Nacer Bouhanni (Arkéa-Samsic)                      |                    |
| 15 – 19 września 2020       | Luksemburg         | Tour de Luxembourg              | 2.Pro              | Diego Ulissi (UAE Team Emirates)           | Markus Hoelgaard (Uno-X Pro Cycling Team) | Aimé De Gendt (Circus-Wanty Gobert)                |                    |
| 17 wrz                      | Włochy             | Coppa Sabatini                  | 1.Pro              | Dion Smith (Mitchelton-Scott)              | Andrea Pasqualon (Circus-Wanty Gobert)    | Alaksandr Rabuszenka (UAE Team Emirates)           |                    |
| 7 paź                       | Belgia             | Brabantse Pijl                  | 1.Pro              | Julian Alaphilippe (Deceuninck-Quick Step) | Mathieu van der Poel (Alpecin-Fenix)      | Benoît Cosnefroy (AG2R La Mondiale)                |                    |
| 11 paź                      | Francja            | Paryż-Tours                     | 1.Pro              | Casper Pedersen (Team Sunweb)              | Benoît Cosnefroy (AG2R La Mondiale)       | Joris Nieuwenhuis (Team Sunweb)                    |                    |
| 14 paź                      | Belgia             | Scheldeprijs                    | 1.Pro              | Caleb Ewan (Lotto-Soudal)                  | Niccolò Bonifazio (Total Direct Énergie)  | Bryan Coquard (B&B Hotels-Vital Concept p/b KTM)   |                    |